# Francesco Baldassarri
Francesco Baldassarri (Veneza, 8 de fevereiro de 1951) é um matemático italiano. Trabalha com geometria algébrica e análise p-ádica.
Baldassarri estudou na Universidade de Pádua, onde obteve um doutorado em 1974, orientado por Iacopo Barsotti, com a tese Interpretazione funzionale di certe iperalgebre e dei loro anelli di bivettori di Witt. Como pós-doutorando esteve até 1977 na Universidade de Princeton (onde esteve também como pesquisador em 1978/79 e 1981/82) e então professor assistente na Universidade de Ferrara, a partir de 1979 professor assistente na Universidade de Pádua e a partir de 1980 professor na Universidade de Trieste. É desde 1982 professor de geometria na Universidade de Pádua.
Foi dentre outros professor visitante na Universidade de Paris (dentre outros com Gilles Christol e Daniel Barsky), na Ecole Normale Superieure, em Rennes (com Pierre Berthelot), na École Polytechnique, no Institut des Hautes Études Scientifiques, no Instituto de Estudos Avançados de Princeton e na Oklahoma State University.

## Obras
- Editor com Siegfried Bosch, Bernard Dwork: p-adic Analysis. Proceedings of the International Conference held in Trento, Italy, May 29-June 2, 1989, Lecture Notes in Mathematics 1454, Springer Verlag 1990
- com Yves André: De Rham cohomology of differential modules on algebraic varieties, Birkhäuser 2001
- Editor com Alan Adolphson, Pierre Berthelot, Nicholas Katz Geometric Aspects of Dworks Theory, 2 Volumes, Berlim, de Gruyter 2004